# Список астероїдів (27701—27800)
| Назва                             | Тимчасове позначення | Дата відкриття    | Місце відкриття                   | Відкривач                         |
| --------------------------------- | -------------------- | ----------------- | --------------------------------- | --------------------------------- |
| (27701) 1983 QR                   | 1983 QR              | 30 серпня 1983    | Паломарська обсерваторія          | Джеймс Ґібсон                     |
| (27702) 1984 SE1                  | 1984 SE1             | 27 вересня 1984   | Обсерваторія Клеть                | Антонін Мркос                     |
| (27703) 1984 SA2                  | 1984 SA2             | 29 вересня 1984   | Обсерваторія Клеть                | Антонін Мркос                     |
| (27704) 1984 WB4                  | 1984 WB4             | 27 листопада 1984 | Коссоль                           | CERGA                             |
| (27705) 1985 DU1                  | 1985 DU1             | 16 лютого 1985    | Обсерваторія Ла-Сілья             | Анрі Дебеонь                      |
| 27706 Строджен (Strogen)          | 1985 TM3             | 11 жовтня 1985    | Паломарська обсерваторія          | Керолін Шумейкер, Юджин Шумейкер  |
| (27707) 1986 QY3                  | 1986 QY3             | 31 серпня 1986    | Обсерваторія Ла-Сілья             | Анрі Дебеонь                      |
| (27708) 1987 WP                   | 1987 WP              | 20 листопада 1987 | Паломарська обсерваторія          | Джеффрі Алу, Е. Гелін             |
| 27709 Оренбург (Orenburg)         | 1988 CU3             | 13 лютого 1988    | Обсерваторія Ла-Сілья             | Ерік Вальтер Ельст                |
| 27710 Хенселінґ (Henseling)       | 1988 RY1             | 7 вересня 1988    | Обсерваторія Карла Шварцшильда    | Ф. Бернґен                        |
| 27711 Кірсшвінк (Kirschvink)      | 1988 VT4             | 4 листопада 1988  | Паломарська обсерваторія          | Керолін Шумейкер, Юджин Шумейкер  |
| 27712 Кудрей (Coudray)            | 1988 VR7             | 3 листопада 1988  | Обсерваторія Карла Шварцшильда    | Ф. Бернґен                        |
| (27713) 1989 AA                   | 1989 AA              | 2 січня 1989      | Паломарська обсерваторія          | Е. Гелін                          |
| 27714 Dochu                       | 1989 BR              | 29 січня 1989     | Обсерваторія Токушіма             | Масаюкі Івамото, Тошімата Фурута  |
| (27715) 1989 CR1                  | 1989 CR1             | 5 лютого 1989     | Обсерваторія Ґекко                | Йошіакі Ошіма                     |
| 27716 Нобуюкі (Nobuyuki)          | 1989 CX1             | 13 лютого 1989    | Обсерваторія Ґейсей               | Тсутому Секі                      |
| (27717) 1989 CF3                  | 1989 CF3             | 4 лютого 1989     | Обсерваторія Ла-Сілья             | Ерік Вальтер Ельст                |
| (27718) 1989 GH3                  | 1989 GH3             | 2 квітня 1989     | Обсерваторія Ла-Сілья             | Ерік Вальтер Ельст                |
| 27719 Фаст (Fast)                 | 1989 SR3             | 26 вересня 1989   | Обсерваторія Ла-Сілья             | Ерік Вальтер Ельст                |
| (27720) 1989 UP3                  | 1989 UP3             | 26 жовтня 1989    | Паломарська обсерваторія          | Е. Гелін                          |
| (27721) 1989 WJ                   | 1989 WJ              | 20 листопада 1989 | Обсерваторія Ґекко                | Йошіакі Ошіма                     |
| (27722) 1990 OB2                  | 1990 OB2             | 29 липня 1990     | Паломарська обсерваторія          | Генрі Гольт                       |
| (27723) 1990 QA                   | 1990 QA              | 19 серпня 1990    | Обсерваторія Сайдинг-Спрінг       | Роберт Макнот                     |
| (27724) 1990 QA1                  | 1990 QA1             | 21 серпня 1990    | Обсерваторія Верхнього Провансу   | Ерік Вальтер Ельст                |
| (27725) 1990 QF4                  | 1990 QF4             | 23 серпня 1990    | Паломарська обсерваторія          | Генрі Гольт                       |
| (27726) 1990 QM5                  | 1990 QM5             | 29 серпня 1990    | Паломарська обсерваторія          | Генрі Гольт                       |
| (27727) 1990 QM7                  | 1990 QM7             | 20 серпня 1990    | Обсерваторія Ла-Сілья             | Ерік Вальтер Ельст                |
| (27728) 1990 QD8                  | 1990 QD8             | 16 серпня 1990    | Обсерваторія Ла-Сілья             | Ерік Вальтер Ельст                |
| (27729) 1990 QK9                  | 1990 QK9             | 16 серпня 1990    | Обсерваторія Ла-Сілья             | Ерік Вальтер Ельст                |
| (27730) 1990 QU9                  | 1990 QU9             | 26 серпня 1990    | Паломарська обсерваторія          | Генрі Гольт                       |
| (27731) 1990 RK3                  | 1990 RK3             | 14 вересня 1990   | Паломарська обсерваторія          | Генрі Гольт                       |
| (27732) 1990 RH7                  | 1990 RH7             | 13 вересня 1990   | Обсерваторія Ла-Сілья             | Анрі Дебеонь                      |
| (27733) 1990 RM7                  | 1990 RM7             | 13 вересня 1990   | Обсерваторія Ла-Сілья             | Анрі Дебеонь                      |
| (27734) 1990 RA8                  | 1990 RA8             | 14 вересня 1990   | Обсерваторія Ла-Сілья             | Анрі Дебеонь                      |
| (27735) 1990 SZ5                  | 1990 SZ5             | 22 вересня 1990   | Обсерваторія Ла-Сілья             | Ерік Вальтер Ельст                |
| 27736 Єкатеринбург (Ekaterinburg) | 1990 SA6             | 22 вересня 1990   | Обсерваторія Ла-Сілья             | Ерік Вальтер Ельст                |
| (27737) 1990 SA8                  | 1990 SA8             | 22 вересня 1990   | Обсерваторія Ла-Сілья             | Ерік Вальтер Ельст                |
| (27738) 1990 TT4                  | 1990 TT4             | 9 жовтня 1990     | Обсерваторія Сайдинг-Спрінг       | Роберт Макнот                     |
| 27739 Кіміхіро (Kimihiro)         | 1990 UV              | 17 жовтня 1990    | Обсерваторія Ґейсей               | Тсутому Секі                      |
| 27740 Обатомоюкі (Obatomoyuki)    | 1990 UC1             | 20 жовтня 1990    | Обсерваторія Ґейсей               | Тсутому Секі                      |
| (27741) 1990 UJ4                  | 1990 UJ4             | 16 жовтня 1990    | Обсерваторія Ла-Сілья             | Ерік Вальтер Ельст                |
| (27742) 1990 UP4                  | 1990 UP4             | 16 жовтня 1990    | Обсерваторія Ла-Сілья             | Ерік Вальтер Ельст                |
| (27743) 1990 VM                   | 1990 VM              | 8 листопада 1990  | Обсерваторія Сайдинг-Спрінг       | Роберт Макнот                     |
| (27744) 1990 VO6                  | 1990 VO6             | 15 листопада 1990 | Обсерваторія Ла-Сілья             | Ерік Вальтер Ельст                |
| (27745) 1990 WS                   | 1990 WS              | 18 листопада 1990 | Обсерваторія Ла-Сілья             | Ерік Вальтер Ельст                |
| (27746) 1990 WE3                  | 1990 WE3             | 18 листопада 1990 | Обсерваторія Ла-Сілья             | Ерік Вальтер Ельст                |
| (27747) 1990 YW                   | 1990 YW              | 18 грудня 1990    | Паломарська обсерваторія          | Е. Гелін                          |
| 27748 Вів'єнгоут (Vivianhoette)   | 1991 AL              | 9 січня 1991      | Обсерваторія Яцуґатаке-Кобутізава | Шун'ей Ідзумікава, Осаму Мурамацу |
| (27749) 1991 BJ2                  | 1991 BJ2             | 23 січня 1991     | Обсерваторія Кітамі               | Кін Ендате, Кадзуро Ватанабе      |
| (27750) 1991 CW2                  | 1991 CW2             | 14 лютого 1991    | Паломарська обсерваторія          | Е. Гелін                          |
| (27751) 1991 FQ2                  | 1991 FQ2             | 20 березня 1991   | Обсерваторія Ла-Сілья             | Анрі Дебеонь                      |
| (27752) 1991 GL8                  | 1991 GL8             | 8 квітня 1991     | Обсерваторія Ла-Сілья             | Ерік Вальтер Ельст                |
| (27753) 1991 PF5                  | 1991 PF5             | 3 серпня 1991     | Обсерваторія Ла-Сілья             | Ерік Вальтер Ельст                |
| (27754) 1991 PP9                  | 1991 PP9             | 5 серпня 1991     | Паломарська обсерваторія          | Генрі Гольт                       |
| (27755) 1991 PD11                 | 1991 PD11            | 7 серпня 1991     | Паломарська обсерваторія          | Генрі Гольт                       |
| (27756) 1991 PS14                 | 1991 PS14            | 6 серпня 1991     | Паломарська обсерваторія          | Генрі Гольт                       |
| (27757) 1991 PO18                 | 1991 PO18            | 7 серпня 1991     | Паломарська обсерваторія          | Генрі Гольт                       |
| 27758 Майкельсон (Michelson)      | 1991 RJ4             | 12 вересня 1991   | Обсерваторія Карла Шварцшильда    | Ф. Бернґен, Лутц Шмадель          |
| (27759) 1991 RE6                  | 1991 RE6             | 13 вересня 1991   | Паломарська обсерваторія          | Генрі Гольт                       |
| (27760) 1991 RB7                  | 1991 RB7             | 2 вересня 1991    | Обсерваторія Сайдинг-Спрінг       | Роберт Макнот                     |
| (27761) 1991 RL13                 | 1991 RL13            | 13 вересня 1991   | Паломарська обсерваторія          | Генрі Гольт                       |
| (27762) 1991 RD16                 | 1991 RD16            | 15 вересня 1991   | Паломарська обсерваторія          | Генрі Гольт                       |
| (27763) 1991 RN22                 | 1991 RN22            | 15 вересня 1991   | Паломарська обсерваторія          | Генрі Гольт                       |
| 27764 фон Флюе (von Flue)         | 1991 RV40            | 10 вересня 1991   | Обсерваторія Карла Шварцшильда    | Ф. Бернґен                        |
| 27765 Брокгаус (Brockhaus)        | 1991 RJ41            | 10 вересня 1991   | Обсерваторія Карла Шварцшильда    | Ф. Бернґен                        |
| (27766) 1991 TO                   | 1991 TO              | 1 жовтня 1991     | Обсерваторія Сайдинг-Спрінг       | Роберт Макнот                     |
| (27767) 1991 TP                   | 1991 TP              | 1 жовтня 1991     | Обсерваторія Сайдинг-Спрінг       | Роберт Макнот                     |
| (27768) 1991 UV1                  | 1991 UV1             | 29 жовтня 1991    | Обсерваторія Кушіро               | Сейджі Уеда, Хіроші Канеда        |
| (27769) 1991 UA3                  | 1991 UA3             | 31 жовтня 1991    | Обсерваторія Кушіро               | Сейджі Уеда, Хіроші Канеда        |
| (27770) 1991 VF1                  | 1991 VF1             | 4 листопада 1991  | Обсерваторія Кушіро               | Сейджі Уеда, Хіроші Канеда        |
| (27771) 1991 VY2                  | 1991 VY2             | 5 листопада 1991  | Обсерваторія Дінік                | Ацуші Суґіе                       |
| (27772) 1991 VD6                  | 1991 VD6             | 2 листопада 1991  | Обсерваторія Ла-Сілья             | Ерік Вальтер Ельст                |
| (27773) 1991 VN8                  | 1991 VN8             | 4 листопада 1991  | Обсерваторія Кітт-Пік             | Spacewatch                        |
| (27774) 1991 YB1                  | 1991 YB1             | 29 грудня 1991    | Обсерваторія Верхнього Провансу   | Ерік Вальтер Ельст                |
| (27775) 1992 CA3                  | 1992 CA3             | 2 лютого 1992     | Обсерваторія Ла-Сілья             | Ерік Вальтер Ельст                |
| 27776 Кортланд (Cortland)         | 1992 DH1             | 25 лютого 1992    | Паломарська обсерваторія          | Керолін Шумейкер, Девід Леві      |
| (27777) 1992 DN3                  | 1992 DN3             | 25 лютого 1992    | Обсерваторія Кітт-Пік             | Spacewatch                        |
| (27778) 1992 DF6                  | 1992 DF6             | 29 лютого 1992    | Обсерваторія Ла-Сілья             | UESAC                             |
| (27779) 1992 DY8                  | 1992 DY8             | 29 лютого 1992    | Обсерваторія Ла-Сілья             | UESAC                             |
| (27780) 1992 ER18                 | 1992 ER18            | 1 березня 1992    | Обсерваторія Ла-Сілья             | UESAC                             |
| (27781) 1992 EE19                 | 1992 EE19            | 1 березня 1992    | Обсерваторія Ла-Сілья             | UESAC                             |
| (27782) 1992 EH24                 | 1992 EH24            | 2 березня 1992    | Обсерваторія Ла-Сілья             | UESAC                             |
| (27783) 1992 GV3                  | 1992 GV3             | 4 квітня 1992     | Обсерваторія Ла-Сілья             | Ерік Вальтер Ельст                |
| (27784) 1992 OE                   | 1992 OE              | 27 липня 1992     | Обсерваторія Сайдинг-Спрінг       | Роберт Макнот                     |
| (27785) 1992 OE3                  | 1992 OE3             | 26 липня 1992     | Обсерваторія Ла-Сілья             | Ерік Вальтер Ельст                |
| (27786) 1992 PN1                  | 1992 PN1             | 8 серпня 1992     | Коссоль                           | Ерік Вальтер Ельст                |
| (27787) 1992 UO6                  | 1992 UO6             | 28 жовтня 1992    | Обсерваторія Кітамі               | Кін Ендате, Кадзуро Ватанабе      |
| (27788) 1993 AS                   | 1993 AS              | 13 січня 1993     | Обсерваторія Кушіро               | Сейджі Уеда, Хіроші Канеда        |
| 27789 Астрахань (Astrakhan)       | 1993 BB7             | 23 січня 1993     | Обсерваторія Ла-Сілья             | Ерік Вальтер Ельст                |
| (27790) 1993 CG1                  | 1993 CG1             | 13 лютого 1993    | Обсерваторія Ґейсей               | Тсутому Секі                      |
| 27791 Мамару (Masaru)             | 1993 DD1             | 24 лютого 1993    | Обсерваторія Яцуґатаке-Кобутізава | Йошіо Кушіда, Осаму Мурамацу      |
| 27792 Фрідакало (Fridakahlo)      | 1993 DR2             | 20 лютого 1993    | Коссоль                           | Ерік Вальтер Ельст                |
| (27793) 1993 FL1                  | 1993 FL1             | 25 березня 1993   | Обсерваторія Кушіро               | Сейджі Уеда, Хіроші Канеда        |
| (27794) 1993 FY5                  | 1993 FY5             | 17 березня 1993   | Обсерваторія Ла-Сілья             | UESAC                             |
| (27795) 1993 FO12                 | 1993 FO12            | 17 березня 1993   | Обсерваторія Ла-Сілья             | UESAC                             |
| (27796) 1993 FK13                 | 1993 FK13            | 17 березня 1993   | Обсерваторія Ла-Сілья             | UESAC                             |
| (27797) 1993 FQ17                 | 1993 FQ17            | 17 березня 1993   | Обсерваторія Ла-Сілья             | UESAC                             |
| (27798) 1993 FJ19                 | 1993 FJ19            | 17 березня 1993   | Обсерваторія Ла-Сілья             | UESAC                             |
| (27799) 1993 FQ23                 | 1993 FQ23            | 21 березня 1993   | Обсерваторія Ла-Сілья             | UESAC                             |
| (27800) 1993 FA28                 | 1993 FA28            | 21 березня 1993   | Обсерваторія Ла-Сілья             | UESAC                             |

| ← Астероїди 20001—30000 → |             |             |             |             |             |             |             |             |             |
| 20001—20100               | 21001—21100 | 22001—22100 | 23001—23100 | 24001—24100 | 25001—25100 | 26001—26100 | 27001—27100 | 28001—28100 | 29001—29100 |
| 20101—20200               | 21101—21200 | 22101—22200 | 23101—23200 | 24101—24200 | 25101—25200 | 26101—26200 | 27101—27200 | 28101—28200 | 29101—29200 |
| 20201—20300               | 21201—21300 | 22201—22300 | 23201—23300 | 24201—24300 | 25201—25300 | 26201—26300 | 27201—27300 | 28201—28300 | 29201—29300 |
| 20301—20400               | 21301—21400 | 22301—22400 | 23301—23400 | 24301—24400 | 25301—25400 | 26301—26400 | 27301—27400 | 28301—28400 | 29301—29400 |
| 20401—20500               | 21401—21500 | 22401—22500 | 23401—23500 | 24401—24500 | 25401—25500 | 26401—26500 | 27401—27500 | 28401—28500 | 29401—29500 |
| 20501—20600               | 21501—21600 | 22501—22600 | 23501—23600 | 24501—24600 | 25501—25600 | 26501—26600 | 27501—27600 | 28501—28600 | 29501—29600 |
| 20601—20700               | 21601—21700 | 22601—22700 | 23601—23700 | 24601—24700 | 25601—25700 | 26601—26700 | 27601—27700 | 28601—28700 | 29601—29700 |
| 20701—20800               | 21701—21800 | 22701—22800 | 23701—23800 | 24701—24800 | 25701—25800 | 26701—26800 | 27701—27800 | 28701—28800 | 29701—29800 |
| 20801—20900               | 21801—21900 | 22801—22900 | 23801—23900 | 24801—24900 | 25801—25900 | 26801—26900 | 27801—27900 | 28801—28900 | 29801—29900 |
| 20901—21000               | 21901—22000 | 22901—23000 | 23901—24000 | 24901—25000 | 25901—26000 | 26901—27000 | 27901—28000 | 28901—29000 | 29901—30000 |